# 韋斯特斯科泰特海崖
73°13′S 2°9′W / 73.217°S 2.150°W
韋斯特斯科泰特海崖（德語：Vestskotet），是南極洲的海崖，位於毛德皇后地的瑪塔公主海岸，處於紐邁耶崖西端，由德國探險隊拍攝空中照片，現時由南極條約體系管理。